# Placoceratias confusus
Placoceratias confusus är en tvåvingeart som beskrevs av Loïc Matile 1990. Placoceratias confusus ingår i släktet Placoceratias och familjen platthornsmyggor. Inga underarter finns listade i Catalogue of Life.